# Catherine (musikgrupp)
Catherine var ett alternativ rock-band från Chicago, Illinois. De var aktiva från 1985 till 1998. I början av deras karriär hade de rykte om sig att vara en "sämre" version av The Smashing Pumpkins, som de även hade en nära vänskap med. Catherines trummis Kerry Brown var även gift med just The Smashing Pumpkins basist D'arcy Wretzky som även sjunger på deras hit Four Leaf Clover från 1997. Medlemmar från bandet har vid flera tillfällen varit med på inspelningar med Smashing Pumpkins och vice versa. Catherine har varit förband åt band som Hole, The Smashing Pumpkins, Suede, Letters to Cleo och Dig. Låten "Sorry" från 1994 blev en stor college-hit.

## Bandmedlemmar
- Mark Rew
- Kerry Brown
- Neil Jendon
- Keith Brown
- Jerome Brown
- Scott Evers
- Todd Tatnall
- Cliff Fox
- D'arcy Wretzky

## Övrigt
- Bandets album Sleepy från 1993 producerades av Billy Corgan från gruppen The Smashing Pumpkins.
- Under bandets sista USA- och Europaturné 1997 var de förband åt bland andra Garbage och The Lemonheads och spelade bland annat på Reading Festival i England.
- Keith och Kerry Brown är bröder.

## Studioalbum
- 1991 – Sparkle/Charmed
- 1993 – Sleepy
- 1994 – Sorry!
- 1996 – Hot Saki and Bedtime Stories